# الظاهرة (شبام)

'

تعديل مصدري - تعديل

الظاهرة هي إحدى قرى عزلة شبام بمديرية شبام التابعة لمحافظة حضرموت، بلغ تعداد سكانها 20 نسمة حسب تعداد اليمن لعام 2004.